# 에돔어
에돔어는 북서셈어군의 가나안 제어로, 성서 히브리어, 에크론어, 암몬어, 페니키아어, 아모르어, 수테아어와 매우 유사하며, 기원전 2천년기 및 1천년기에 이두메아(현대 요르단 남서부 및 이스라엘 일부)에 거주하던 에돔인이 사용했다. 이 언어는 사멸되었고 극히 소량의 문헌에서만 알려져 있다. 호르바트 우자에서 발견된 소수의 인장과 오스트라카, 그리고 기원전 7세기 후반 또는 6세기 초반의 단 한 통의 편지에 기록되어 있다.
모압어와 유사하게, 그러나 히브리어와는 달리, 단수 절대형에서 여성형 어미 -t를 유지했다. 초기에는 페니키아 문자로 기록된 것으로 보인다. 그러나 기원전 6세기경에는 아람 문자를 채택했다. 한편, whb("주다")와 tgr/tcr("상인")와 같은 아람어 또는 아랍어 특징이 언어에 유입되었으며, whb는 특히 고유명사에서 흔하게 사용되었다. 다른 많은 가나안 언어와 마찬가지로, 에돔어는 지시 대명사에서 파생된 접두사 정관사를 특징으로 한다 (예를 들어 h-ʔkl '그 음식'처럼). 이중모음 /aw/는 기원전 7세기에서 5세기 사이에 /o/로 축약되었으며, 이는 신명 "코스"의 외국어 음역에서 발음이 Qāws에서 Qôs로 변천했음을 보여준다.

## 예시
| 에돔어                  | 재구성된 음역 (Ahituv 2008에 따름) | 번역                                                       |
| ----------------------- | ---------------------------------- | ---------------------------------------------------------- |
| אמר למלך אמר לבלבל      | ʾōmēr lammeleḵ ʾĕmōr ləḆīlbēl      | (이렇게) 왕에게 말한다: 빌벨에게 말하라,                   |
| השלם את והברכתך         | hăšālōm ʾattā wəhīḇraḵəttīḵā       | "평안한가?" 그리고 "나는 너를 축복한다.                    |
| לקוס ועת תן את האכל     | ləQōs wəʿattā tēn ʾet hāʾoḵel      | 코스로." 그리고 이제 음식을 주라.                          |
| [ ] אשר עמד אחאמה       | ʾăšer ʿīmmaḏ ʾĂḥīʾīmmō [...]       | 아히임모가 [...]한 그것.                                   |
| והרם ש[א]ל על מז[בח קוס | wəhērīm Šā[ʾu]l ʿal mīz[baḥ Qōs    | 그리고 사[울]이 코스의 제단 위에 [그것을] 들어올리게 하라. |
| פן י]חמד האכל           | pen ye]ḥmad hāʾoḵel                | 음식이 효모로 발효되지 않도록]                             |